# Station Rémelfing
Station Rémelfing is een spoorwegstation in de Franse gemeente Rémelfing.